# Haindling
Haindling là tên của một ban nhạc ở Niederbayern được thành lập bởi nhạc sĩ Hans-Jürgen Buchner, chơi nhạc thuộc loại nhạc dân tộc mới. Tên này đặt theo tên làng nơi Buchner ở, chỗ thuộc thành phố  Geiselhöring ở huyện Straubing-Bogen.

## Tiểu sử

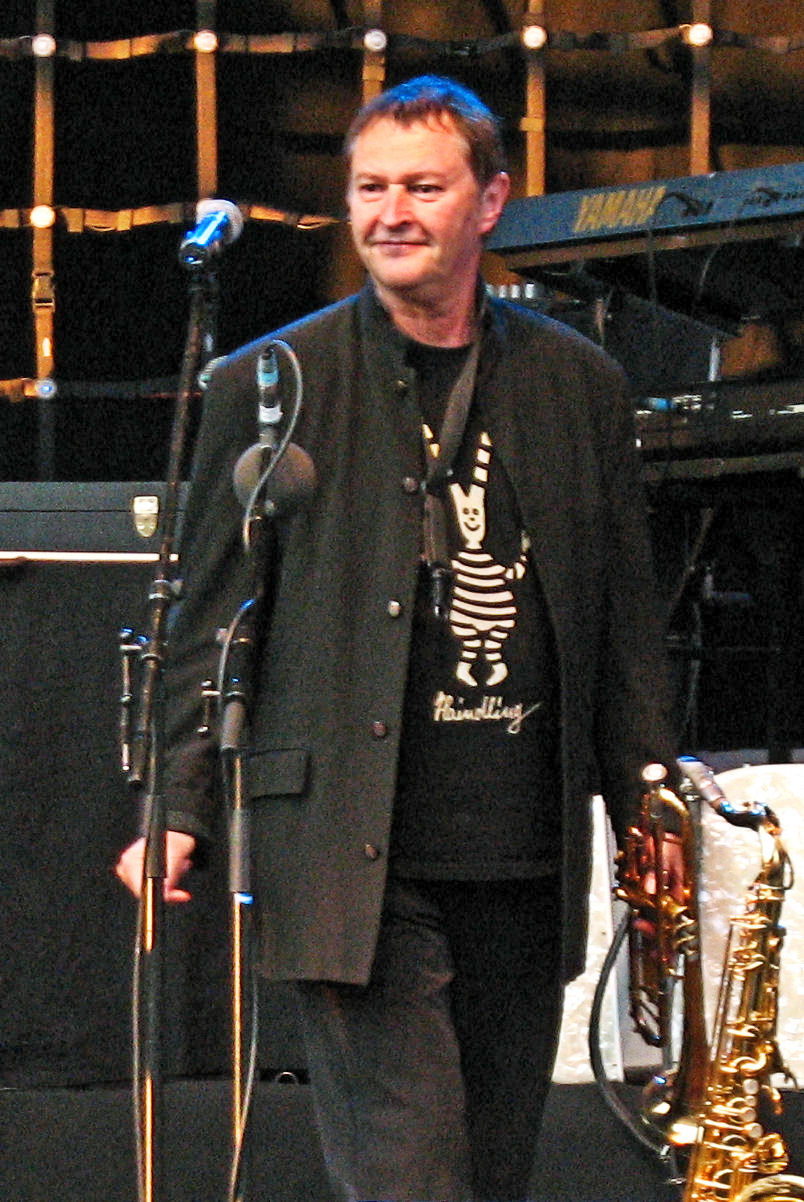
Hans-Jürgen Buchner in Waldsassen 2008

Nhạc của nhóm Haindling là nhạc pop với nhiều âm hưởng jazz và nhạc dân gian Bayern với lời bằng tiếng địa phương Bairisch. Buchner thích chơi những nhạc cụ lạ từ  Phi châu, Tibet, Trung Quốc mang thêm những ảnh hưởng văn hóa nơi những nhạc cụ đó phổ biến. 

Buchner, là thợ đồ gốm, ban đầu sáng tác nhạc chỉ để nghe lúc làm việc, một phần vì ông ta không thích nghe những nhạc phổ thông. Sau đó vào năm 1980 ông ta bắt đầu đi trình diễn với Ulrike Böglmüller mà bây giờ là vị hôn thê.

Tới năm 1982 thì ông ta ký hợp đồng với hãng nhạc Polydor và cho phát hành một dĩa nhạc đầu tiên lấy tên làng của mình làm biệt hiệu. Khi đoạt được giải Dĩa nhạc Đức, Hans-Jürgen Buchner thành lập vào năm 1983 một ban nhạc qua quảng cáo trên báo chí.
Nhiều bản nhạc nổi tiếng vượt qua khỏi phạm vi bang Bayern như bản „Lang scho nimmer g'sehn" đạt được bảng xếp hạng Đức thứ 33 năm 1984. Nhiều bản khác cũng có tiếng như „Du Depp" (1983), „Spinn i" (1985), „Es geht wieder auf" (1987), „Ganz weit weg" (1991), „Liebe" (1991) hay „Noch in der Umlaufbahn" (1993).

Ngoài việc làm các dĩa nhạc, Buchner còn viết nhạc cho phim và truyền hình, như nhạc cho 7 phim tập của đài truyền hình Bayern
Bản nhạc „Paula" từ phim tập Zur Freiheit,  hoặc „Pfeif drauf" nhạc khởi đầu cho tập phim trinh thám Die Rosenheim-Cops  của đài ZDF được biết đến cả ngoài phạm vi phim ảnh.

## Ban nhạc
Ban nhạc chơi từ lúc mới thành lập cho tới năm 1999 với thành phần sau:
- Hans-Jürgen Buchner (Ca, Saxophon, Tenorhorn, Tuba, Piano, Keyboard, Gitarre, Percussion u.v.a.)
- Heinz-Josef Braun (Bass, Tuba; cho tới 1999)
- Michael Braun (Saxophon, Trompete, Tenorhorn, Keyboard, Percussion, ca)
- Peter Enderlein (Trống, Perkussion)
- Miyabi Sudo (Keyboards, Tenorhorn)
- Rainer Kürvers (Keyboards, Tenorhorn; cho tới 1999)
- Roald Raschner (Klavier, Keyboards, Gitarre, ca; tới năm 2004)

Heinz-Josef Braun, Rainer Kürvers và Roald Raschner đã rời khỏi ban nhạc, được thay thế bởi:
- Wolfgang Gleixner (Bass, Tuba, Gitarre, Percussion, ca từ 1999)
- Reinhold Hoffmann (Keyboard, Tenorhorn, Saxophon, Oboe; từ 1999)
- Michael Ruff (Đàn phím; từ 2004)

## Dĩa nhạc

### Dĩa nhạc phòng thu âm
- Haindling 1 (1982, Polydor)
- Stilles Potpourri (1984, Polydor) (D# 32)
- Spinn i (1985, Polydor)
- Höhlenmalerei (1987, Polydor)
- Muh (1989, Polydor) (D# 68)
- 7 (1991, Polydor)
- Haindling (1993, BMG Ariola)
- Weiss (1995, BMG Ariola) (D# 43)
- Zwischenlandung (1998, BMG Ariola) (D# 41)
- Tigerentenliederchen (2000, BMG Ariola)
- Filmmusik (2000, BMG Ariola) (D# 85)
- Karussell (2002, BMG Ariola) (D# 45)
- Vivaldi & Vier Jahreszeiten (2004, BMG Ariola)
- Ein Schaf denkt nach (2009, Ariola/Sony Music)

### Dĩa nhạc Live
- Meuterei (1986, Polydor)
- Perlen – Das Konzert (1996, BMG Ariola)

### Compilations
- Speck 1982–1992 (1992, Polydor)
- Schrilles Potpourri (Instrumental-Compilation) (1993, Polydor)
- 78 min. – Die 90er Jahre (2000, BMG Ariola)
- Achtung, Achtung! (2003, Koch/Universal)
- Lang scho nimmer g'sehn (2008, Koch/Universal)
- Ein Lied für München (2008, Montana / Koch (Universal)
- Instrumental-International 1993-2011 (2011, Ariola/Sony Music)

## Sách báo
- Michael Braun: Meine wilde Zeit mit Haindling. Rosenheimer Verlagshaus 2007 ISBN 978-3-475-53881-0